# Dianthus ciliatus
Dianthus ciliatus är en nejlikväxtart. Dianthus ciliatus ingår i släktet nejlikor, och familjen nejlikväxter.

## Underarter
Arten delas in i följande underarter:
- D. c. ciliatus
- D. c. dalmaticus